# إهاب (اسم)
إهاب هو اسم علم مذكر من أصل عربي، ومعناه هو الجلد وهم لا يريدونه وقد لفظوه هكذا مختصرًا من «إيهاب».

## الأصل اللغوي
إهَاب :
1.: الجِلْدُ أوْ مَا لَمْ يُدْبَغْ مِنْهُ.
2- كَادَ الفَرَسُ يَخْرُجُ مِنْ إهَابِهِ : أيْ مِنْ نَشَاطِهِ فِي العَدْوِ.
3-  إهَابُ  النَّبَاتِ : الغِلاَفُ الْمُحِيطُ بِالنَّبَاتِ وَالجُذُورِ وَبَعْضِ الحَيَوَانِ، كَالأصْدافِ.

## شخصيات تحمل الاسم
- إهاب أمير (14 مايو 1994 – )

## وصلات خارجية
- موسوعة السلطان قابوس لأسماء العرب